# Roosevelt (Musiker)

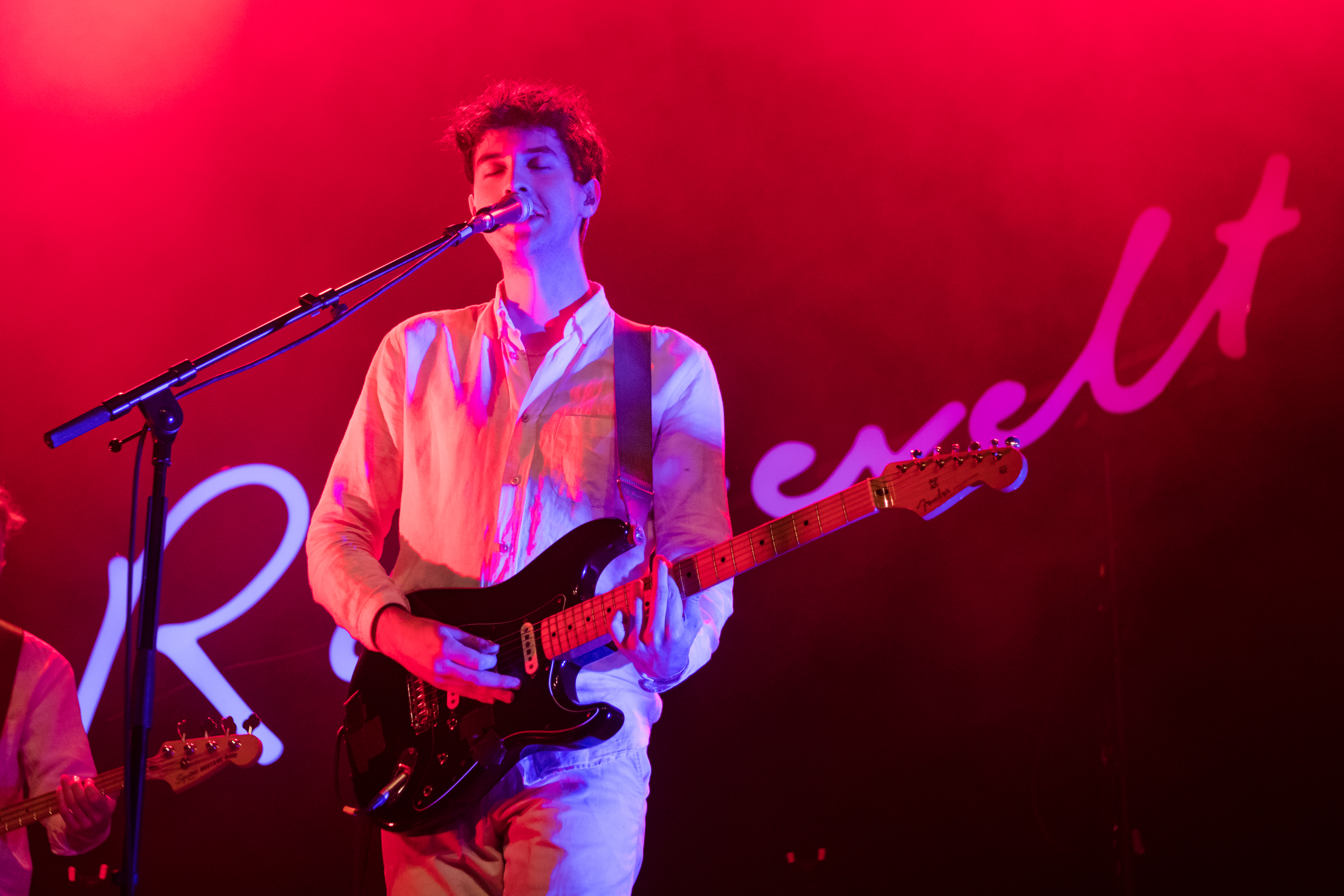
Roosevelt auf dem WayBackWhen Festival 2017

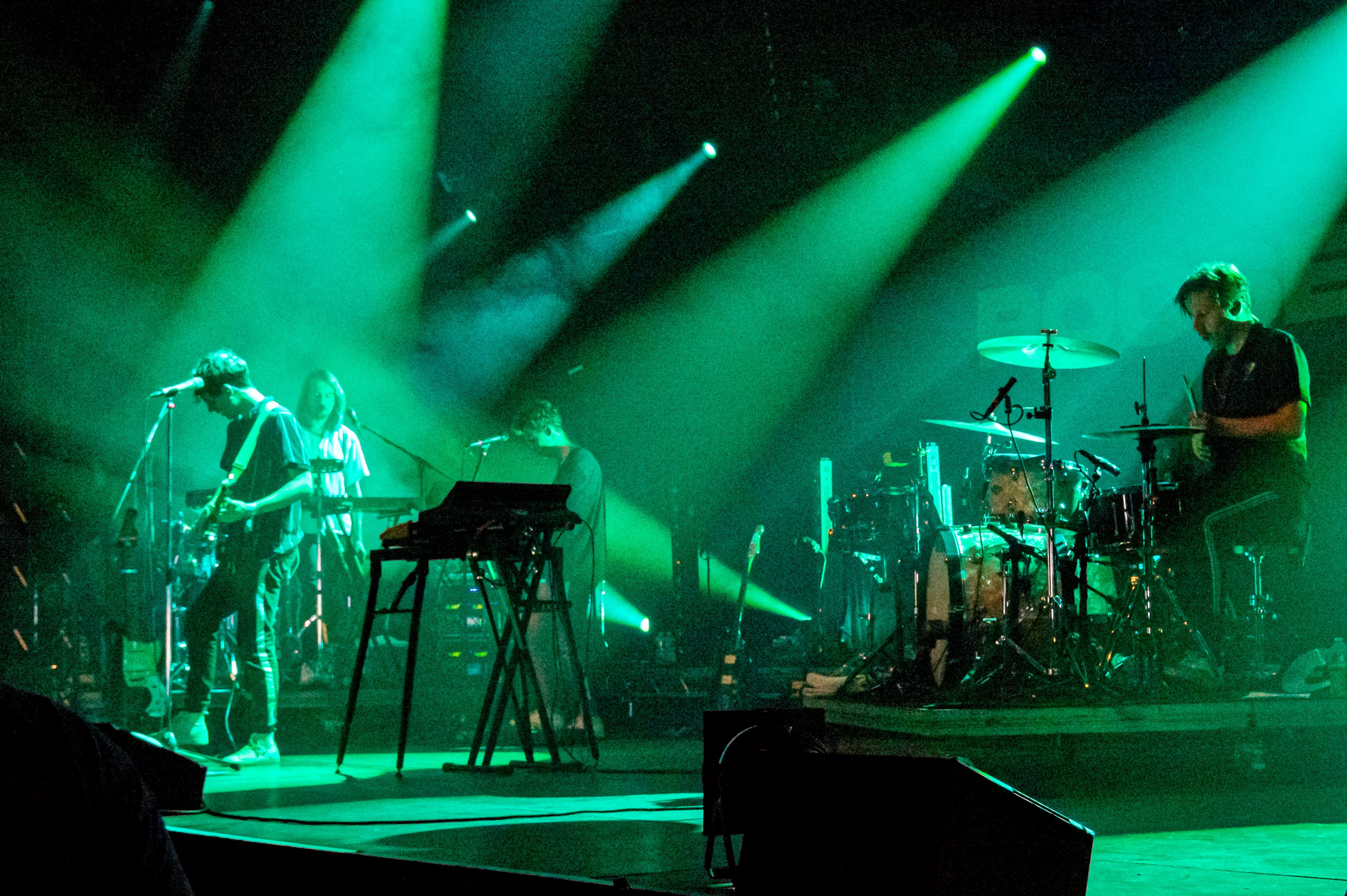
Roosevelt auf dem ZMF 2019 in Freiburg

Roosevelt (geboren am 29. September 1990 in Viersen, Nordrhein-Westfalen als Marius Lauber) ist ein deutscher Sänger, Musiker, Songwriter und Produzent. Er steht bei City Slang und Greco-Roman unter Vertrag.

## Karriere
Seine Karriere als Musiker startete er als Schüler in der Band Beat! Beat! Beat!, in der er als Gründungsmitglied Schlagzeug spielte.
Nach der Ankündigung der Debüt-EP Elliot 2013 veröffentlichte Roosevelt 2015 die Doppel-A-Seite Night Moves/Hold On bei Greco-Roman, welche den warmen, vom Balearic beeinflussten Synthie-Pop-Klang fortführte.
Am 19. August 2016 erschien das Debütalbum Roosevelt bei City Slang/Greco-Roman. Das Album erreichte Platz 27 der Deutschen Album Charts und stieg auch in Österreich und der Schweiz in die Top 50 der Charts ein.
Roosevelt trat bereits im Vorprogramm von Hot Chip, Totally Enormous Extinct Dinosaurs, Crystal Fighters. und Glass Animals auf. Nach der Veröffentlichung des Albums 2016, folgten ausgedehnte Touren durch Europa und die USA, Roosevelt spielte auf diversen Festivals u. a. Primavera Sound Festival, MELT!, The Governors Ball Music Festival, Sónar, Montreux Jazz Festival, Sziget und Lollapalooza.
Neben seinen Liveauftritten hat Roosevelt bisher auch eine erfolgreiche Karriere als DJ. Nachdem er als Resident-DJ der Total Confusion Party in Köln gestartet war, legte er auch in dem Londoner Club Fabric, in der Berliner Panorama Bar, im Boiler Room, im Pariser Social Club, sowie bei Festivals auf der ganzen Welt auf.
Am 28. September 2018 erschien sein zweites Album Young Romance. Als erstes ausgekoppelt wurden die Titel Under The Sun und Forgive (feat. Washed Out). Als Folge-Single wurde anschließend Shadows veröffentlicht. Von Oktober bis Dezember 2018 war Roosevelt mit Band auf seiner bisher größten Tour durch Europa und Nordamerika.
2017 wurde Roosevelt für den Echo Pop und den Preis für Popkultur sowie 2018 für die 1Live Krone nominiert.
Am 10. Juni 2020 erschien Sign, die erste Single-Auskopplung des am 26. Februar 2021 erschienenen Albums Polydans. Das Album erreichte Platz 23 der Deutschen Album Charts und ist somit Roosevelts bisher beste Chart-Platzierung in Deutschland. Es folgte eine Welt-Tournee durch Europa und Nordamerika, wo Roosevelt die österreichische Band Bilderbuch als seine Vorband einlud.
Gemeinsam mit dem Gitarristen Nile Rodgers brachte Roosevelt am 18. Mai 2022 die Single Passion heraus. Er produzierte bisher unter anderem offizielle Remixe für Chvrches, Glass Animals, Who Made Who, RHYE, Charlotte Gainsbourg und Taylor Swift.
2024 erhielt er den Hauptpreis des Holger-Czukay-Preis für Popmusik der Stadt Köln.

## Diskografie

### Alben
| Jahr | Titel Musiklabel                       | Höchstplatzierung, Gesamtwochen, AuszeichnungChartplatzierungen (Jahr, Titel, Musiklabel, Platzierungen, Wochen, Auszeichnungen, Anmerkungen) | Höchstplatzierung, Gesamtwochen, AuszeichnungChartplatzierungen (Jahr, Titel, Musiklabel, Platzierungen, Wochen, Auszeichnungen, Anmerkungen) | Höchstplatzierung, Gesamtwochen, AuszeichnungChartplatzierungen (Jahr, Titel, Musiklabel, Platzierungen, Wochen, Auszeichnungen, Anmerkungen) | Höchstplatzierung, Gesamtwochen, AuszeichnungChartplatzierungen (Jahr, Titel, Musiklabel, Platzierungen, Wochen, Auszeichnungen, Anmerkungen) | Anmerkungen                              |
| Jahr | Titel Musiklabel                       | DE | AT | CH | Dance | Anmerkungen                              |
| ---- | -------------------------------------- | --- | --- | --- | --- | ---------------------------------------- |
| 2016 | Roosevelt Greco-Roman / City Slang     | DE27 (1 Wo.)DE | AT36 (1 Wo.)AT | CH33 (1 Wo.)CH | Dance11 (1 Wo.)Dance | Erstveröffentlichung: 19. August 2016    |
| 2018 | Young Romance Greco-Roman / City Slang | DE58 (1 Wo.)DE | — | CH80 (1 Wo.)CH | — | Erstveröffentlichung: 28. September 2018 |
| 2021 | Polydans Greco-Roman / City Slang      | DE23 (1 Wo.)DE | — | CH35 (1 Wo.)CH | — | Erstveröffentlichung: 26. Februar 2021   |
| 2023 | Embrace Greco-Roman / City Slang       | DE84 (1 Wo.)DE | — | — | — | Erstveröffentlichung: 22. September 2023 |

### EPs
| Jahr | Titel Musiklabel                                  | Anmerkungen                              |
| ---- | ------------------------------------------------- | ---------------------------------------- |
| 2013 | Elliot Greco-Roman / Future Classic               | Erstveröffentlichung: 19. August 2013    |
| 2017 | Remixed 1 Greco-Roman / City Slang                | Erstveröffentlichung: 13. April 2017     |
| 2017 | Remixed 2 Greco-Roman / City Slang                | Erstveröffentlichung: 12. Mai 2017       |
| 2017 | Midnight Versions Greco-Roman / City Slang        | Erstveröffentlichung: 19. Juli 2017      |
| 2019 | Midnight Versions, Pt. 2 Greco-Roman / City Slang | Erstveröffentlichung: 27. September 2019 |
| 2021 | Polydans Remixes Greco-Roman / City Slang         | Erstveröffentlichung: 30. März 2021      |

### Singles
- 2012: Sea
- 2013: Elliot
- 2013: Montreal
- 2015: Hold On / Night Moves
- 2016: Colours / Moving On
- 2016: Fever
- 2016: Teardrops
- 2017: Belong
- 2018: Under the Sun
- 2018: Shadows
- 2018: Losing Touch
- 2019: Falling Back
- 2019: Everywhere
- 2020: Sign
- 2020: Strangers
- 2021: See You Again
- 2021: On My Mind / About U
- 2022: Passion feat. Nile Rodgers

### Gastbeiträge
- 2020: One More Song (Classixx feat. Roosevelt)
- 2024: Higher Ground (Purple Disco Machine feat. Roosevelt)

### Remixe
- 2013: Coma – Les Dilettantes (Roosevelt Mix)
- 2013: Scenic – Shock Waves (Roosevelt Remix)
- 2013: Kakkmaddafakka – Someone New (Roosevelt Remix)
- 2014: Glass Animals – Pools (Roosevelt Remix)
- 2014: Luca Vasta – Black Tears White Lies (Roosevelt Remix)
- 2014: Truls – Out Of Yourself (Roosevelt Remix)
- 2015: Tocotronic – Rebel Boy (Roosevelt Remix)
- 2015: Jax Jones – Yeah Yeah Yeah (Roosevelt Remix)
- 2015: Sundara Karma – Flame (Roosevelt Remix)
- 2015: Chløë Black – Wild At Heart (Roosevelt Remix)
- 2016: Blossoms – Getaway (Roosevelt Remix)
- 2016: Woman – Touch (Roosevelt Remix)
- 2016: Glass Animals – Life Itself (Roosevelt Remix)
- 2016: Golf – Zeit Zu Zweit (Roosevelt Remix)
- 2017: Rhye – Summer Days (Roosevelt Remix)
- 2017: WhoMadeWho – Dynasty (Roosevelt Remix)
- 2017: Sinkane – Telephone (Roosevelt Remix)
- 2017: ALMA – Chasing Highs (Roosevelt Remix)
- 2018: CHVRCHES – Get Out (Roosevelt Remix)
- 2018: The Night Game – The Outfield (Roosevelt Remix)
- 2018: BOY – We Were Here (Roosevelt Remix)
- 2018: Ariana and the Rose – Love You Lately (Roosevelt Remix)
- 2019: Charlotte Gainsbourg – Bombs Away (Roosevelt Remix)
- 2019: Josin – In the Blank Space (Roosevelt Remix)
- 2020: MILCK – Gold (Roosevelt Remix)
- 2020: Purple Disco Machine – Hypnotized (Roosevelt Remix)
- 2021: Bad Sounds - Move Into Me (Roosevelt Remix)
- 2021: The Wombats - If You Ever Leave, I'm Coming With You (Roosevelt Remix)
- 2022: Taylor Swift - Anti-Hero (Roosevelt Remix)

### Beiträge zu Kompilationen
- 2013: Montreal (auf Electronic Beats 2013)
- 2014: Elliot (auf Majestic Casual Chapter 2)
- 2014: Montreal (auf Kitsuné Trip Mode)

## Videografie
| Jahr | Titel               | Regisseur(e)                     |
| ---- | ------------------- | -------------------------------- |
| 2012 | Sea                 | Jem Goulding                     |
| 2013 | Montreal            | Roosevelt                        |
| 2013 | Elliot              | Hot Mess                         |
| 2015 | Night Moves         | Sophia Ray                       |
| 2015 | Hold On             | Fabian Podeszwa                  |
| 2016 | Colours / Moving On | Elliott Arndt                    |
| 2016 | Fever               | Elliott Arndt                    |
| 2016 | Belong              | Andres Fouché & Martijn Bosgraaf |
| 2017 | Moving On           | Hector Prats                     |
| 2018 | Shadows             | Playground                       |
| 2018 | Losing Touch        | Luke Bather                      |
| 2020 | Sign                | Ohad Ben-Moshe                   |
| 2020 | Feels Right         | Felix Aaron                      |

## Belege
1. ↑  Roosevelt. In: www.last.fm. Abgerufen am 16. März 2016.
2. ↑  Roosevelt | Inverted Audio. In: inverted-audio.com. Abgerufen am 16. März 2016.
3. ↑  Paul Lester: New band of the day: Roosevelt (No 1,597). 16. September 2013, abgerufen am 16. März 2016.
4. ↑  "Elliot" by Roosevelt | Tracks | Pitchfork. Abgerufen am 16. März 2016.
5. ↑  Roosevelt (4) – Hold On / Night Moves. Abgerufen am 16. März 2016.
6. ↑  Roosevelt - Roosevelt www.cityslang.com. Abgerufen am 18. Mai 2016.
7. ↑  Steffen Hung: lescharts.com - Roosevelt - Roosevelt. Abgerufen am 30. August 2018.
8. ↑  HOT CHIP uk + ROOSEVELT ger – Program. Abgerufen am 16. März 2016.
9. ↑  Totally Enormous Extinct Dinosaurs at O2 Shepherd’s Bush Empire (10 Oct 12) with Roosevelt. Abgerufen am 16. März 2016.
10. ↑  Crystal Fighters with Roosevelt & Curses (2013-11-22). Abgerufen am 16. März 2016 (amerikanisches Englisch).
11. ↑  Roosevelt – Melt! Booking. Abgerufen am 16. März 2016 (amerikanisches Englisch).
12. ↑  CTM 2015 – Totally Enormous Extinct Dinosaurs, Greco-Roman Night, Prostitutes at Berghain/Panorama Bar. Abgerufen am 16. März 2016.
13. ↑  Boiler Room: Roosevelt Boiler Room Berlin DJ Set. 4. April 2013, abgerufen am 16. März 2016.
14. ↑  RA: Greco-Roman Soundsystem tour dates. Abgerufen am 16. März 2016.
15. ↑  Roosevelt kündigt neues Album „Young Romance“ an. In: FAZEmag -. 4. Juli 2018 (fazemag.de [abgerufen am 30. August 2018]).
16. ↑  Roosevelt – “Under The Sun”. In: Stereogum. 27. Juni 2018 (stereogum.com [abgerufen am 30. August 2018]).
17. ↑  Roosevelt – „Forgive“ (Feat. Washed Out). In: Stereogum. 15. August 2018 (stereogum.com [abgerufen am 30. August 2018]).
18. ↑  New Music & Video – Roosevelt Releases ‘Shadows’ (Greco-Roman / City Slang). Abgerufen am 11. November 2018 (britisches Englisch).
19. ↑  Roosevelt Announces New Album 'Young Romance' and Headlining US Tour. In: BassPlayer.com. (bassplayer.com [abgerufen am 11. November 2018]).
20. ↑  ECHO | Kritikerpreis National. Abgerufen am 27. Dezember 2018.
21. ↑  Preis für Popkultur 2017: Das sind die Nominierten. 25. Juli 2017, abgerufen am 27. Dezember 2018 (deutsch).
22. ↑  Die Nominierten für "Bestes Album". 29. Oktober 2018, abgerufen am 27. Dezember 2018.
23. ↑  Roosevelt - "Sign". In: Stereogum. 10. Juni 2020, abgerufen am 13. April 2021 (englisch).
24. ↑  Ryan Middleton: Roosevelt Delivering "Love Letter To Dance Music" With New Album 'Polydans'. Abgerufen am 13. April 2021 (amerikanisches Englisch).
25. ↑  lescharts.com - Roosevelt - Polydans. Abgerufen am 13. April 2021.
26. ↑  Bilderbuch: US-Tour-Film „THIS IS A F*CKING DREAM“ hier streamen. 6. Mai 2022, abgerufen am 21. September 2022 (deutsch).
27. ↑  Ronja Koch: Disco-Throwback mit Roosevelt, Nile Rodgers und "Passion". In: DIFFUS. 18. Mai 2022, abgerufen am 21. September 2022 (deutsch).
28. ↑  Roosevelt (4). Abgerufen am 16. März 2016.
29. ↑  Stadt Köln Presseservice vom 9. Juli 2024: Holger Czukay Preis für Popmusik der Stadt Köln 2024, von Sabine Wotzlaw
30. ↑  Chartquellen: DE AT CH
31. ↑  Sea – Roosevelt. The Fader, abgerufen am 27. Juli 2016.
32. ↑  Montreal – Roosevelt. Lagasta, abgerufen am 27. Juli 2016.
33. ↑  Elliot – Roosevelt. Lagasta, abgerufen am 27. Juli 2016.
34. ↑  Night Moves – Roosevelt. Lagasta, abgerufen am 27. Juli 2016.
35. ↑  Hold On – Roosevelt. Lagasta, abgerufen am 27. Juli 2016.
36. ↑  Roosevelt – “Colours” / “Moving On” Video. Stereogum, abgerufen am 27. Juli 2016.
37. ↑  Songs We Love: Roosevelt, ‘Fever’. NPR Music, abgerufen am 27. Juli 2016.
38. ↑  Film – Andresfouche.com | Official Site. Abgerufen am 13. April 2021 (amerikanisches Englisch).
39. ↑  Roosevelt, "Moving On". In: IMPOSE Magazine. 7. März 2017, abgerufen am 13. April 2021 (englisch).
40. ↑  New Music & Video - Roosevelt Releases 'Shadows' (Greco-Roman / City Slang) • WithGuitars. In: WithGuitars. Abgerufen am 13. April 2021 (britisches Englisch).
41. ↑  rew SacherPublished: December 3, 2018: Roosevelt is a literal one man band in his new video (watch); tour starts tonight. Abgerufen am 13. April 2021 (englisch).
42. ↑  Acid Stag: Music + Video = CH 271. 19. Juni 2020, abgerufen am 13. April 2021 (amerikanisches Englisch).
43. ↑  rew SacherPublished: October 15, 2020: Watch Roosevelt's video for "Feels Right" off upcoming album 'Polydans'. Abgerufen am 13. April 2021 (englisch).

| Personendaten    | Personendaten                              |
| ---------------- | ------------------------------------------ |
| NAME             | Roosevelt                                  |
| ALTERNATIVNAMEN  | Lauber, Marius (Geburtsname)               |
| KURZBESCHREIBUNG | deutscher Sänger, Songwriter und Produzent |
| GEBURTSDATUM     | September 1990                             |
| GEBURTSORT       | Viersen, Nordrhein-Westfalen               |